# Valentin Magnan

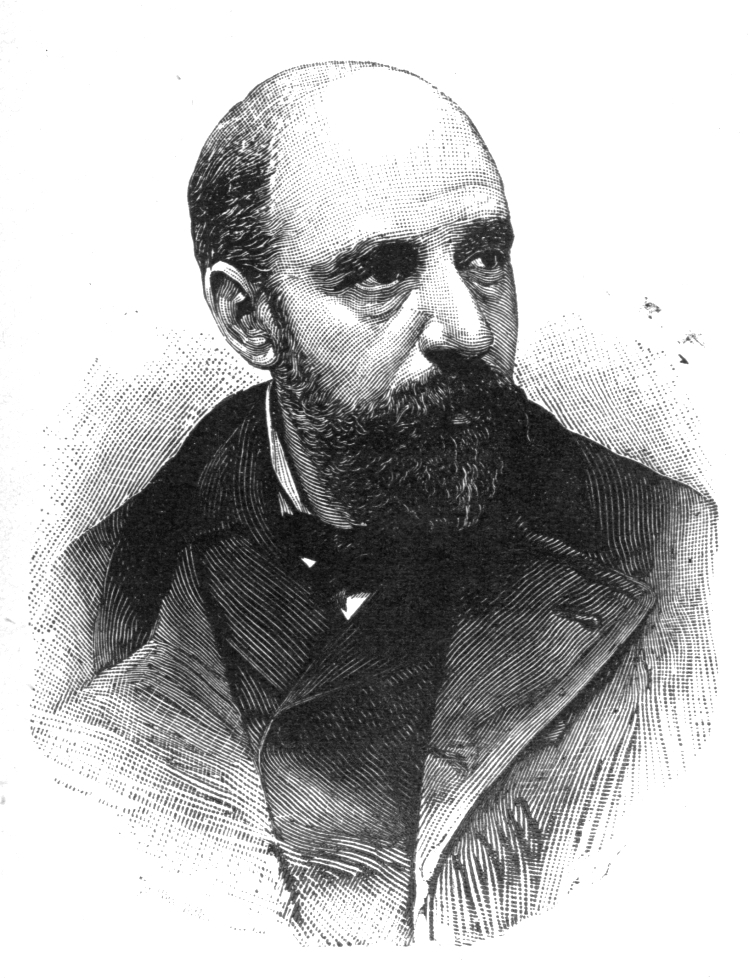
Valentin Magnan

Jacques Joseph Valentin Magnan (ur. 16 marca 1835 w Perpignan, zm. 27 września 1916 w Paryżu) – francuski psychiatra.
Urodził się w Perpignan. Studiował medycynę w Lyonie i Paryżu, gdzie był studentem Jules'a Baillargera i Jeana-Pierre'a Falreta. Od 1867 do końca kariery naukowej związany był ze szpitalem świętej Anny w Paryżu.